# Fritjof Hillén
Fritjof Hillén   (Göteborg, 19 de maig de 1893 - Göteborg, 7 de novembre de 1977) fou un futbolista suec, que jugava de defensa, que va competir durant la dècada de 1910 i 1920.
El 1920 va prendre part en els Jocs Olímpics d'Anvers, on fou cinquè en la competició de futbol. Quatre anys més tard, als Jocs de París, guanyà la medalla de bronze en la competició de futbol.
Pel que fa a clubs, defensà els colors del GAIS entre 1917 i 1926, amb qui guanyà la lliga sueca de 1919 i 1922. Entre 1917 i 1928 jugà 15 partits amb la selecció nacional, en què no marcà cap gol.